# Hylobothynus columbianus
Hylobothynus columbianus är en skalbaggsart som beskrevs av S. Endrödi 1969. Hylobothynus columbianus ingår i släktet Hylobothynus och familjen Dynastidae. Inga underarter finns listade i Catalogue of Life.